# 达托霉素
达托霉素 （Daptomycin），是脂蛋白抗生素，用来治疗威胁系统和生命的革兰氏阳性菌所造成之感染。达托霉素自然存在于土壤腐生营养玫瑰孢链霉菌中。

## 作用機制
達托黴素的機制與大多數抗生素不同。達托黴素會利用磷酸醯甘油讓其插入細胞膜中，並且凝集，改變細胞膜的曲度並穿孔，進而引發細胞去極化，最終導致細胞壞死。

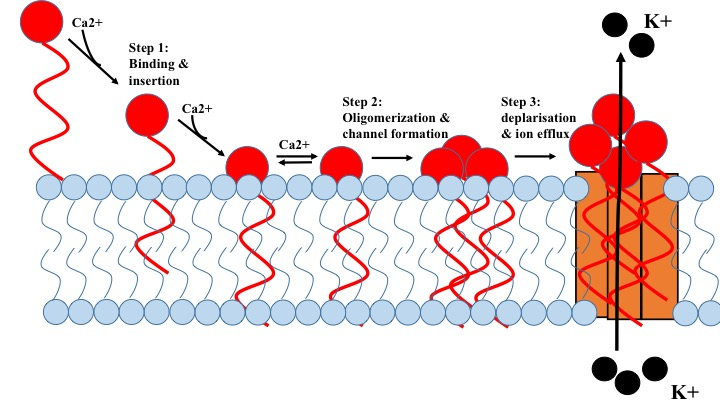
1. 達托黴素插入細胞膜中
2. 達托黴素相互凝集
3. 導致細胞穿孔、去極化

## 微生物学
达托霉素仅对革兰氏阳性菌具有杀菌作用，已证明其对肠球菌（包括耐糖肽的肠球菌(GRE)）、葡萄球菌（包括耐甲氧西林金黄色葡萄球菌 (MRSA)）、链球菌、棒状杆菌和静止期伯氏疏螺旋体持留细菌具有体外活性。